# Galeta Island

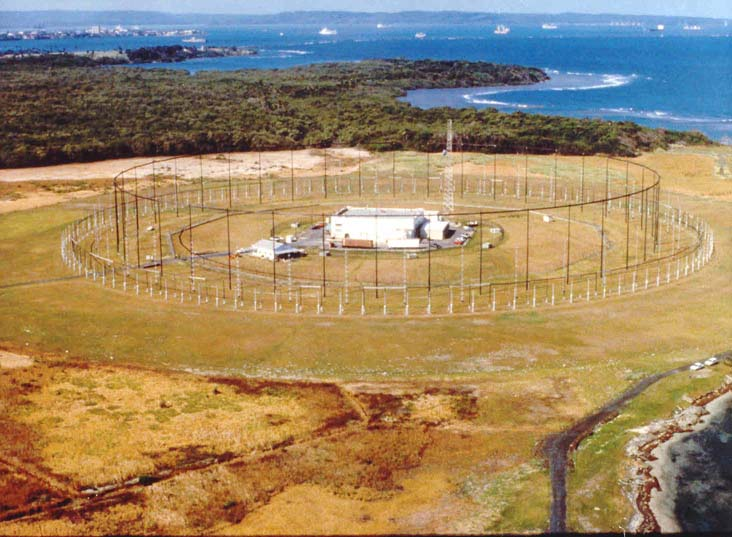
Galeta Island

Galeta Island ist eine ehemalige US-amerikanische Militäreinrichtung bei Colón in Panama.
Der Standort liegt in der ehemaligen Panamakanalzone und wurde bis 2002 vom Militär verwendet. Immer noch präsent ist eine Forschungsstation des Smithsonian Tropical Research Institutes.